# SES-6
SES-6 ist ein kommerzieller Kommunikationssatellit der niederländischen Satellitenbetreibers SES World Skies.

## Missionsverlauf
Er wurde am 3. Juni 2013 mit einer Proton-M/Bris-M-Trägerrakete vom Raketenstartplatz Baikonur in Kasachstan in eine geosynchrone Umlaufbahn gebracht und soll NSS-806 ersetzen. Die Trägerrakete brachte den Satelliten in eine ungewöhnliche, so genannte supersynchrone geostationäre Transferbahn aus der Inklinationswechsel besonders treibstoffsparend möglich sind. Das Perigäum lag bei der Trennung des Satelliten bei 4.480 Kilometern, das Apogäum bei 65.000 Kilometern und die Bahnneigung zum Äquator bei 26,7°.

## Technische Daten
Der dreiachsenstabilisierte Satellit ist mit 48 Ku-Band- und 43 C-Band-Transpondern ausgerüstet und soll von der Position 40,5° West aus Nord- und Lateinamerika, Europa sowie die Atlantikregion mit Rundfunkdiensten der nächsten Generation einschließlich HD-Videoübertragung sowie mobilen Kommunikationsdiensten versorgen. Er wurde auf Basis des Satellitenbus Eurostar E3000 von Astrium gebaut und besitzt eine geplante Lebensdauer von 15 Jahren. Der Vertrag zum Bau des Satelliten wurde am 18. Mai 2010 abgeschlossen.